# 海咲
海咲（みさき、誕生日非公表）は、日本のゲイビデオ男優。活動拠点は大阪府。

## 略歴・人物
- デビューのきっかけはスカウト[3]。ノンケをスカウトしてゲイビデオに出演させるという趣旨であったため、購買者は本人はヘテロであるという前提で鑑賞する。アイドル的なプロモーションにより、ファンのほとんどは女性である。

- デビュー当時のインタビューで年齢を20歳と答えているが、実際には当時19歳であった[4]。

- 小学校から高校卒業まで野球部に所属[1]。

- BOYSLAB設立と同時に移籍、改名[5]。

## 出演作品

### 2007年
- Smart 15th impression（12月11日、Smart）

### 2008年
- Straight Style 11（2月9日、Straight Style）
- Smart 16th impression（5月9日、Smart）
- スタ誕 3RD STAGE（6月11日、スタ誕）
- IDOL BEACH 『Love Mission』（7月10日、IDOL xx）
- ONLY SHINING STAR TSUBASA（8月10日、ONLY SHINING STAR）
- Smart 17th impression（9月9日、Smart）
- 超人サイバーZ01（10月18日、DICE.K）
- 超人サイバーZ02（11月18日、DICE.K）
- S.W.A.P. Sexual Weirdo and Pederast III（12月13日、S.W.A.P. -Sexual Weirdo and Pederast-）

### 2009年
- Smart 18th impression（3月13日、Smart）
- Re:D 5 『堕天使白濁脱腸噴射』（3月13日、Re:D）
- Story 2nd Episode 『妄想 Delusion』（4月8日、Story）
- NAGI*SHO The Final Commemoration（7月8日、NAGI*SHO）
- BACK SNIPER 005（8月8日、BACK SNIPER）
- NUDE 8th（10月10日、NUDE）
- ONLY SHINING STAR TERU（11月15日、ONLY SHINING STAR TERU）

### 2010年
- Smart 21th impression（3月11日、Smart）
- KISS 1st（4月9日、KISS）
- Story 3rd Episode 『Power Harassment』（6月10日、Story）
- KISS 2nd（7月9日、KISS）
- IDOL BEACH ETERNAL BOX Part.2（8月11日、IDOL xx）
- KISS 3rd（9月10日、KISS）
- Smart SmaSma Smart Best E（9月11日、Smart）
- NAGI*SHO ETERNAL MEMORY（12月11日、NAGI*SHO）

### 2011年
- KISS 4th（1月12日、KISS）
- Story 4th Episode 『PERSONA』（2月9日、Story）
- ONLY SHINING STAR JIN 2（7月8日、ONLY SHINING STAR）
- Jump! YUTA 2（10月6日、Jump!）
- Smart SmaSma Best F（10月7日、Smart）
- Romance 1（10月7日、LUCINA ROMANCE）
- 射精!! トライアスロン 1（11月10日、射精!! トライアスロン）
- SKY 2（11月10日、COAT WEST LUCINA）
- Romance 2（12月9日、LUCINA ROMANCE）

### 2012年
- Nagiism version2.0（1月13日、LUCINA）
- ONLY SHINING STAR TOWA（3月8日、ONLY SHINING STAR）
- S.W.A.P. BEST SELECTION -Excite ANUS 1-（3月8日、S.W.A.P. -Sexual Weirdo and Pederast-）
- Romance 3（6月13日、LUCINA ROMANCE）
- COAT WEST ＆ LUCINA EVENT BOX THE HISTORY 2010-2012（8月1日）
- Romance 4（9月12日、LUCINA ROMANCE）
- BEST OF KISS（10月12日、KISS）
- Straight Style BEST 4（11月10日、Straight Style）
- NUDE BEST C（11月10日、NUDE）
- Nagiism Final Road（11月10日、LUCINA）

### 2013年
- Mr. My Universe MISAKI（3月29日、Mr. My Universe）
- Sweets（4月26日、Sweets）
- Mr. My Universe HAYATE（5月29日、Mr. My Universe）
- Mr. My Universe SHIN（7月10日、Mr. My Universe）
- STYLE SELECT Choice1（8月7日、STYLE SELECT）
- Mr. My Universe JOHJI（8月25日、Mr. My Universe）
- Secret Rendezvous 1（10月2日、Secret Rendezvous）
- Sweets 2（10月29日、Sweets）
- Fall in Lovelunch（11月27日、Fall in Lovelunch）
- Secret Rendezvous 2（12月20日、Secret Rendezvous）

### 2014年
- Mr. My Universe ISANA（2月7日、Mr. My Universe）
- Mr. My Universe NAGISA（3月18日、Mr. My Universe）
- STYLE SELECT Choice2（5月30日、STYLE SELECT）
- Mr. My Universe KOH（7月18日、Mr. My Universe）
- SmaSma Smart Best G（8月8日、Smart）
- DELICIOUS Ⅰ（8月28日、DELICIOUS）
- SHINWA -震話-（9月25日、SHINWA -震話-）
- LEGNA Ⅱ（11月10日、LEGNA）
- Secret Rendezvous 3（12月3日、Secret Rendezvous）

### 2015年
- Story BEST A（2月6日、Story）
- ラボトラベラー（3月6日、ラボトラベラー）
- Sweets 3（6月11日、Sweets）
- DELICIOUS Ⅱ（7月18日、DELICIOUS）
- STYLE SELECT Choice3（8月28日、STYLE SELECT）
- SHINWA弐 -震話-（10月16日、SHINWA -震話-）
- Secret Rendezvous 4（11月10日、Secret Rendezvous）
- Story BEST B（11月11日、Story）

### 2016年
- Bitter02（3月18日、Bitter）
- STYLE SELECT Choice4：PAJAMA TIME（4月28日、STYLE SELECT）
- BOYSLAB AWARD 2013 THE BEST（4月28日、BOYSLAB AWARD）
- LABLYMPIC 2016（5月27日、LABLYMPIC）
- Mr. My Universe SHUNSUKE（6月25日、Mr. My Universe）
- ラボトラベラー2016C/W 大阪・愛知・東京編（7月29日、ラボトラベラー）
- SHINWA参 -震話-（8月26日、SHINWA -震話-）
- 主従関係（9月27日、主従関係）
- Fall in Lovelunch 2016（10月28日、Fall in Lovelunch）
- ラボトラベラー2016C/W 沖縄・福岡・北海道編（12月9日、ラボトラベラー）

### 2017年
- Poison I　feat.LEGNA（2月17日、POISON）
- Sweets 4（3月25日、Sweets）
- EROTICA（4月26日、EROTICA）
- Mr. My Universe Ⅱ NAGISA（5月30日、Mr. My Universe）
- DELICIOUS Ⅲ（6月28日、DELICIOUS）
- BOYSLAB AWARD 2014 THE BEST（7月14日、BOYSLAB AWARD）
- LAB ACADEMY 2017（7月29日、LAB ACADEMY）
- SHINWA四 -震話-（9月27日、SHINWA -震話-）
- Bitter03（12月18日、Bitter）

### 2018年
- Sweets 5（1月31日、Sweets）
- EROTICA 2（3月1日、EROTICA）
- Secret Rendezvous 6（3月23日、Secret Rendezvous）
- BOYSLAB AWARD 2015 THE BEST（4月27日、BOYSLAB AWARD）
- Mr. My Universe TAISHI（5月30日、Mr. My Universe）
- DELICIOUS Ⅳ（6月26日、DELICIOUS）
- SHINWA伍 -震話-（8月28日、SHINWA -震話-）

### 2019年
- Legend Final Johji （3月29日、Legend）
- BEST COUPLE THE STORY 『気ままに年中夢中！』（11月16日、BEST COUPLE THE STORY）

### その他
データ配信、CDなど多数